# Amiton
Amiton (VG) – organiczny związek chemiczny z grupy tiofosforanów. Silny insektycyd i potencjalny paralityczno-drgawkowy bojowy środek trujący zbliżony budową do związków V.

## Oznaczenia i identyfikacja
- Numer ACX: X1008389-9
- Numer HSDB[4]: 6379
- Oznaczenia wojskowe: VG
- Inne oznaczenia: DSDP, Inferno, Metram, Metramac, w Rosji znany pod nazwą tetram.

## Właściwości fizyczne i chemiczne
Amiton jest bezbarwną, wysokowrzącą (temperatura wrzenia 315 °C) cieczą. Słabo rozpuszcza się w wodzie, jest rozpuszczalny w rozpuszczalnikach organicznych. W wodzie powoli hydrolizuje. Substancje z grupy związków V były badane w okresie zimnej wojny głównie pod kątem wykorzystania militarnego.

## Właściwości toksyczne
Amiton ma wysoką toksyczność i trwałość. Łatwo i szybko przenika przez skórę. LD50 dla szczurów przez układ pokarmowy wynosi 3–7 mg/kg. Amiton jest bardzo silnym inhibitorem esterazy cholinowej. Tak jak w przypadku innych związków V mechanizm działania toksycznego nie jest do końca znany.

## Działanie toksyczne
Pierwszymi objawami zatrucia amitonem są zwykle nudności, wymioty, biegunka, angina brzuszna, ślinotok, a także łzotok i ból oczu. Następnie pojawiają się: ból i zawroty głowy, gorączka i ogólne osłabienie. W przypadku zatrucia przez drogi oddechowe pojawia się kaszel i trudności w oddychaniu. Zatrucie amitonem objawia się też rozszerzeniem źrenic, przejściową utratą zdolności akomodacji i niedowidzeniem. Amitron może powodować tachykardię lub bradykardię. Ze strony układu nerwowego objawami są: utrata koordynacji ruchowej, nieskoordynowane skurcze mięśni, trudności w wymawianiu, utrata orientacji w przestrzeni i senność.
Zgon następuje zazwyczaj na skutek uduszenia spowodowanego porażeniem funkcji układu oddechowego (porażenie mięśni oddechowych, silne zwężenie oskrzeli itd.).

## Zastosowania
Od 1954 roku amiton znajduje się w obrocie handlowym (wprowadzony przez Imperial Chemical Industries). Jest używany jako kontaktowy insektycyd i środek roztoczobójczy. Wysoka toksyczność i trwałość ogranicza stosowanie w roli pestycydu. Aktualnie został wycofany z użycia jako bojowy środek trujący. Przypuszczalnie znajduje się na wyposażeniu wojsk Korei Północnej. Nie odnotowano żadnego przypadku zastosowania amitonu jako bojowego środka trującego.